# Andrea Tofanelli

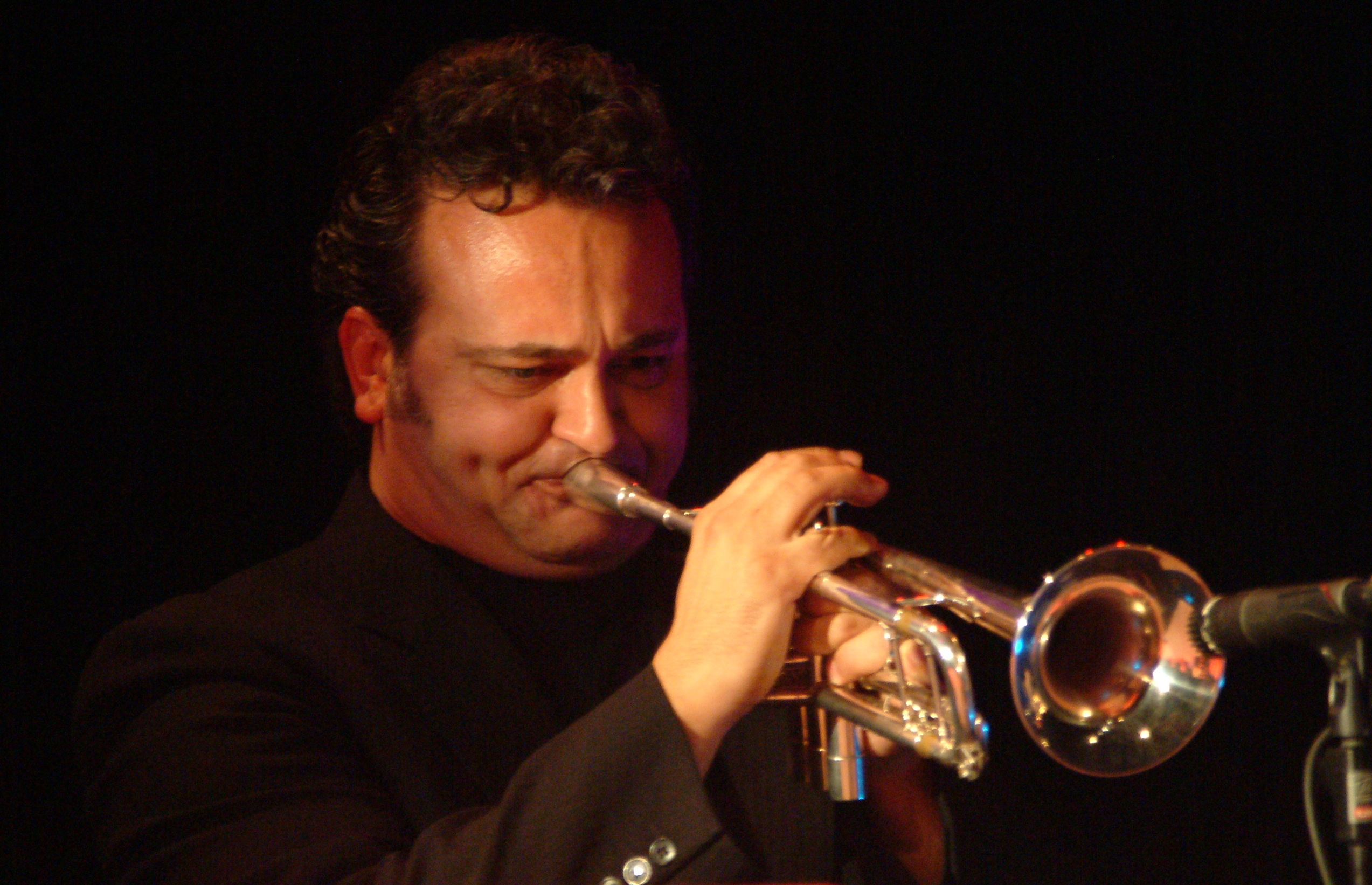
Andrea Tofanelli.

Andrea Tofanelli (Viareggio, 26 de julio de 1965) es un trompetista italiano.

## Biografía
Tofanelli comenzó a tocar la trompeta entre 1976 y 1987, se graduó en el Istituto Musicale Luigi Boccherini de Lucca. Su experiencia de la escuela de jazz bebop encabezada por el saxofonista ítalo-estadounidense Dean Benedetti un compañero de Charlie Parker.

## Participaciones televisivas
A partir de 1995 ha participado en producciones de televisión para Rai, Mediaset LA7 Telemontecarlo y SKY. Entre los programas que han participado son: Francamente me ne infischio..., 125 milioni di caz..te y Rockpolitik con Adriano Celentano, Stasera pago io con Fiorello, Pavarotti & Friends, Maurizio Costanzo Show, Buona Domenica con la orquesta de Demo Morselli, Passaparola, La Corrida y Crozza Italia(San Remo 2009-2010).

## Colaboraciones
En el jazz ha colaborado con la Big Band Bop Nouveau Maynard Ferguson de Italia, Inglaterra y EE. UU.. Ha dado clases magistrales en California como son la State University, Northridge; la Fullerton College, en Los Ángeles y la Primera Iglesia Bautista de Decatur en Atlanta. 
En su gira musical ha estado en Estados Unidos de Inglaterra de Luxemburgo, a Malta de Finlandia en Alemania de Francia de Liechtenstein de Austria de Suiza de Países Bajos de Bélgica de Escocia de Grecia de España y Principado de Mónaco.
De músico ha grabado con algunos artistas italianos: Luciano Pavarotti, Fiorello, Jovanotti, Joe Cocker, la Big Band de Demo Morselli, Gianni Morandi, Renato Zero, Elio e le Storie Tese, Toto Cutugno, Dirotta su Cuba, Fausto Leali, Articolo 31, Gino Paoli e Tullio De Piscopo.
Finalmente, acompañó a artistas como George Michael, Joe Cocker, Tom Jones, Michael Bublé, Dee Dee Bridgewater, Randy Crawford, Matt White, Kid Creole & The Coconuts, Samantha Fox, Imagination, Patrick Hernández, Tony Hadley, Paul Young, Gloria Gaynor y Gibson Brothers y l'Arrigo Pedrollo Band.